# Задарський університет
Задарський університет (хорв. Sveučilište u Zadru, лат. Universitas Studiorum Jadertina) — університет в хорватському місті Задар. Перший університет засновано в 1396 році, сучасний — в 2003 році.

## Історія
За деякими джерелами, 1396 року домініканці в Задарі започаткували вищу теологічно-філософську школу в сенсі Studium generale. У 1553 році цей заклад став називатися Universitas Jadertina і навіть дістав право присуджувати наукові ступені. У 1806 — 1807 роках, за Наполеона, вища школа деградувала до ліцею. 1955 року тут засновано філософський факультет — першу хорватську університетську інституцію новітнього часу за межами Загреба. 4 липня 2002 року хорватський парламент ухвалив постанову про заснування університету. 25 березня 2003 року відбулося перше засідання університетської ради, на якому затверджено статут цього вищого навчального закладу.

## Структура
Університет Задара складається з 21 департаменту (відділу):
- Департамент англістики
- Департамент археології
- Департамент бібліотекознавства
- Департамент антропології та соціально-культурної антропології
- Департамент франкороманістики
- Департамент географії
- Департамент германістики
- Департамент Історія
- Департамент інформації — і комунікаційних наук
- Департамент італьяністики
- Департамент класичної філології
- Департамент хорватистики й славістики
- Департамент історії мистецтв
- Департамент лінгвістики
- Департамент морських справ і морської
- Департамент середземноморської аквакультури
- Департамент педагогіки
- Департамент філософії
- Департамент психології
- Департамент освіти та початкової освіти
- Департамент соціології
- Департамент економіки